# Томский НИИ онкологии ТНИМЦ РАН
НИИ онкологии Томского национального исследовательского медицинского центра РАН — один из институтов РАН в Томске (до 2014 — в составе Томского научного центра Сибирского отделения Академии медицинских наук). 

## История
Открыт 9 июня 1979 года как Сибирское отделение Всесоюзного онкологического центра АМН СССР (СО ВОНЦ). На торжественном открытии института присутствовали руководители Томской области во главе с Е. К. Лигачевым, ведущие учёные страны и области, академики АМН СССР: Н. Н. Блохин, Н. Н. Трапезников, B. C. Савельев, Д. Д. Яблоков, О. М. Щепин, профессора: М. А. Медведев, Р. С. Карпов, Е. Д. Гольдберг, Н. Н. Герасименко, Н. В. Васильев.
Директором СО ВОНЦ был назначен А. И. Потапов, заместителем директора по научной работе — Н. В. Васильев. На работу были приглашены научные сотрудники из Томского медицинского института (Н. В. Васильев, Б. Н Зырянов, З. Д. Кицманюк, Ю. В. Ланцман, С. А. Величко, Е. С. Смольянинов, В. И. Тихонов и др.) и Томского института вакцин и сывороток (В. Д. Подоплекин), специалисты из Алма-Аты (Л. И. Мусабаева, Н. В. Ляп), Москвы (В. П. Корольчук, A. T. Адамян, Б. С. Сумской), Ленинграда (К. В. Яременко, И. Я. Цукерман, В. П. Назаренко, Э. Л. Нейштадт), Новокузнецка (В. Г. Пашинский, В. А. Целищев, Э. А. Губерт).
Целью создания СО ВОНЦ было способствовать развитию научных исследований в области онкологии и оказывать помощь больным онкологическими заболеваниями.
С организацией 1986 году Томского Научного Центра АМН СО ВОНЦ был преобразован в самостоятельный институт — НИИ онкологии ТНЦ. Директором института был назначен профессор Б. Н. Зырянов.

Мемориальная
доска
Н. В. Васильеву на здании НИИ онкологии

В разное время в Институте работали академики АМН СССР Н. В. Вершинин, А. Г. Савиных, И. В. Торопцев, Д. Д. Яблоков, С. П. Карпов, Г. Ц. Дамбаев, Е. Л. Чойнзонов.
При слиянии РАМН и РАН в 2014 году и упразднении в связи с этим ТНЦ СО РАМН, институт был переподчинён ФАНО. На основании приказа ФАНО от 20 января 2016 года № 22 «О реорганизации Федерального бюджетного научного учреждения "Томский научно-исследовательский институт онкологии"» с 31 марта 2016 г. Томский НИИ онкологии реорганизован в форме присоединения к нему НИИ кардиологии, НИИ фармакологии и регенеративной медицины, НИИ медицинской генетики, НИИ психического здоровья, НИИ акушерства, гинекологии и перинатологии в федеральный научный центр ТНИМЦ РАН, начавший функционировать с весны 2017 года. Штаб-квартира ТНИМЦ РАН расположена в административном здании НИИ онкологии (Томск, пер. Кооперативный, 5). Директор НИИ онкологии, д.м.н., профессор, академик РАН Е. Л. Чойнзонов стал также руководителем ТНИМЦ РАН и с октября 2017 года вошёл в состав Президиума Российской академии наук.

## Структура
В Институте 4 научных лаборатории и 11 отделений, объединённых в экспериментальный, диагностический и клинический отделы, служба научно-медицинской информации. Штат сотрудников — 500 человек, из них 86 научных работников, в том числе 30 докторов и 66 — кандидатов наук, 48 врачей. Оборудована клиника на 220 коек и амбулаторно-поликлиническое отделение мощностью 50 посещений в смену, штат врачей 322 человека, 40 сотрудников имеют высшую врачебную категорию.
При Институте имеется ординатура, специальности онкология, рентгенология и радиология и аспирантура по специальностям онкология, лучевая диагностика и лучевая терапия. Работает диссертационный совет по защите докторских и кандидатских диссертаций по специальности онкология (медицинские науки).
Институт издает «Сибирский онкологический журнал».